# Silepsa
Silepsa je skladenjska retorična figura, v kateri se ob izpustu enega stavčnega člena, navadno povedka, njemu podrejene odnosnice (predmeti, prilastki) povezujejo s preostalim stavčnim členom, ki takšno slovnično vlogo še lahko izpolnjuje, s čimer pride do neujemanja med pomensko in slovnično zgradbo. 

## Primer
- Bilo je tisto nedeljo, ko obhajajo v Butalah vsako leto žegnanje in poboj. (Miličinski: Butalci)

Tukaj se na isti povedek ("obhajajo") slovnično pravilno vežeta dva predmeta ("žegnanje", "poboj"), ki sta med sabo pomensko neusklajena in bi zahtevala dva različna povedka. 